# Elite Model Management
|  | «Elite» redirigeix aquí. Si cerqueu el grup social, vegeu «Elit». |

Elite Model Management, coneguda simplement com a Elite, és una agència de models establerta a París el 1972 per John Casablancas i Alain Kittler.
Elite representa actualment més de 800 models dels cinc continents, cosa que la converteix en l'agència de models més gran del món. Ofereix cobertura internacional, amb una xarxa de 36 agències. El seu concurs, l'Elite Model Look, és una organització que cerca nous talents entre més de 350.000 concursants de més de 55 països, i és considerat el certamen de models més famós del món.
Elite World S.A. és l'empresa mare d'Elite Model Management i les seves oficines centrals són a Luxemburg. La junta directiva d'Elite World S.A. inclou en Bernard Hennet, n'Andrew Gleeson i en Thomas Röggla; aquest darrer és el major accionista de l'empresa, amb més del 25% de les accions. Els membres de la junta tenen més del 50% del capital social total.

## Models representades per Elite (des de la seva creació)
| - Brigitte Nielsen - Iman Abdulmajid - Heather Kuzmich - Stephanie Adams - Carol Alt - Summer Altice - Alessandra Ambrosio - Mini Anden - May Andersen - Robin Arcuri - Jules Asner - Nadja Auermann - Emma B - Tyra Banks - Claudia Lozano - Diora Baird - Arlene Baxter - Alice Burdeu - Ana Beatriz Barros - Monica Bellucci - Elsa Benítez - Leslie Bibb - Gisele Bündchen - Naomi Campbell - Charlott Cordes - Cindy Crawford | - Emina Cunmulaj - Cameron Diaz - Debbie Dickinson - Janice Dickinson - Joanie Dodds - Katarzyna Dolinska - Kirsten Dunst - Selita Ebanks - Shiina Eihi - CariDee English - Karen Elson - Tami Erin - Linda Evangelista - Terry Farrell - Isabeli Fontana - Jaslene González - Jerry Hall - Lydia Hearst - Tricia Helfer - Kristy Hinze - Famke Janssen - Neha Kapur - Liya Kebede - Riley Keough | - Heidi Klum - Yasmin Le Bon - Noémie Lenoir - Nicole Lenz - Adriana Lima - Nicole Linkletter - Kristanna Loken - Andie MacDowell - Josie Maran - Lauren McAvoy - Catherine McCord - Stacey McKenzie - Dayana Mendoza - Marisa Miller - Karen Mulder - Raica Oliveira - Oluchi Onweagba - Sofie Oosterwaal - Tatjana Patitz - Paulina Porizkova - Ujjwala Raut - Albert Reed - Maggie Rizer - Coco Rocha | - Anya Rozova - Camilla Rutherford - Bruno Santos - Tracy Scoggins - Claudia Schiffer - Joan Severance - Stephanie Seymour - Ingrid Seynhaeve - Emma Sjöberg - Carrie Southworth - Ali Stephens - Shannon Stewart - Heather Stohler - Kim Stolz - Saleisha Stowers - Yfke Sturm - McKey Sullivan - Whitney Thompson - Uma Thurman - Alina Vacariu - Frederique van der Wal - Damien Van Zyl - Daria Werbowy - Deanna Wright - Sandrina Bencomo |

## Celebritats representades per Elite
- Ashley Judd
- Robin Arcuri
- Drew Barrymore
- Deanna Wright
- Cameron Diaz
- Kim Delaney
- Uma Thurman
- Brigitte Nielsen